# Роса Хаџивуковић
Роса Хаџивуковић (Горажде, 13. новембар 1912 — Вукосавци, код Лопара, 22. фебруар 1942) била је лекарка и учесница Народноослободилачке борбе.

## Биографија
Рођена је 13. новембра 1912. године у Горажду. Као девојчица осетила је ратне страхоте које је донео Први светски рат. Заједно с мајком и млађом сестром аустроугарске војне власти су је интернирале у логор у Добоју. Током боравка у логору мајка јој се разболела, па је боравак у логору за њу био посебно тежак.
Након завршетка Првог светског рата, Росина породица се преселила из Горажда у Сарајево, где је она завршила основну школу и гимназију. После завршетка матуре одлучила се за студије медицине. Медицински факултет уписала је у Београду. Пошто је потицала из сиромашне породице, током студија је живела веома скромно, али је и поред тога била добар студент. Жељна нових сазнања, поред медицине је уписала и Правни факултет.
Током студија није припадала револуционарном студентском покрету, али се дружила с његовим активистима и члановима КПЈ и СКОЈ, па је посећивала разне манифестације које су организовали. Најчешће омладинске излете и дружења, али није изостајала ни са протестних зборова и демонстрација. Године 1939. је завршила студије медицине и одмах потом је добила прву службу у селу Пурачић, код Лукавца. Недуго потом успела је да се пребаци у Тузлу, сматрајући да ће у тузланској болници имати боље услове да се усаврши у струци.
Окупација Краљевине Југославије, априла 1941. године Росу је затекла у Тузли. Убрзо по формирању усташке власти почео је отворени прогон Срба и Јевреја, као и других грађана, а пре свега антифашиста. Роса се од првих дана окупације није мирила с новоуспостављеним стањем и отвореним прогонима. Када је у лето 1941. године избио оружани устанак у тузланску болницу су почели да пристижу и први рањеници — припадници домобранства НДХ и усташке војнице. Роса их је по службеној дужности превијала и лечила, али се и даље није мирила са ситуацијом.
Познавајући докторку Росу као патриотски и антифашистички настројену особу, руководиоци устанка на Мајевици су је септембра 1941. године позвали да им се придружи и да помогне око бриге о рањеним партизанима. Роса је радо прихватила овај позив и крајем септембра је дошла на Мајевицу. Била је прва партизанска лекарка у овом крају, а касније јој се придружио и лекар Мустафа Мујбеговић. Заједно с њим бринула је о рањеним борцима Мајевичког партизанског одреда, али и о локалном становништву. Велики број жена и деце с Мајевице долазио је у Штаб Мајевичког одреда како би их прегледали доктор Мустафа и докторка Роса.
У селу Вукосавцима, у сеоским кућама, које су се налазиле у близини куће, у којој се био смештен Штаб Мајевичког одреда Роса је организовала партизанску болницу. У овим кућама били су смештени рањени и болесни партизани. Росина делатност у Вукосавцима трајала је све до четничког напада на село, 20. фебруара 1941. године. Тог дана четници с Мајевице предвођени Радивојем Керовићем и Стеваном Дамјановићем Леком су извршили напад на Штаб Мајевичког партизанског одреда и ликвидирали све присутне који се с налазили у кући, међу којима су били — командант и политички комесар одреда Иван Марковић и Фадил Јахић, као и доктор Мустафа Мујбеговић.
У време четничког напада Роса се налазила у једној од кућа у којој су били смештени рањеници, па је брзо сазнала да је Штаб одреда побије. Тада се склонила у кућу Паје Митровића, где је преноћила. Сутрадан Пајина ћерка Стоја, која је била члан СКОЈ-а, је Роси донела сељачко одело и склонила је на таван штале, јер су мислили да ће бити откривена уколико четници буду вршили претрес куће. На тавану штале Роса је преноћила и сутрадан 22. фебруара 1942. године је кренула ка кућама Рикановића. На путу су је пресрели четници и тражили да пође с њима. Пошто је то одбила убили су је код вукосавачког потока.
Сахрањена је на спомен-гробљу у Вукосавцима, а једна улица у Тузли носи њено име.